# ألوف بيتر سوارتز
ألوف بيتر سوارتز (1760-1818) (بالإنجليزية: Olof Peter Swartz)‏ هو عالم نبات سويدي.